# Vanguard TV3

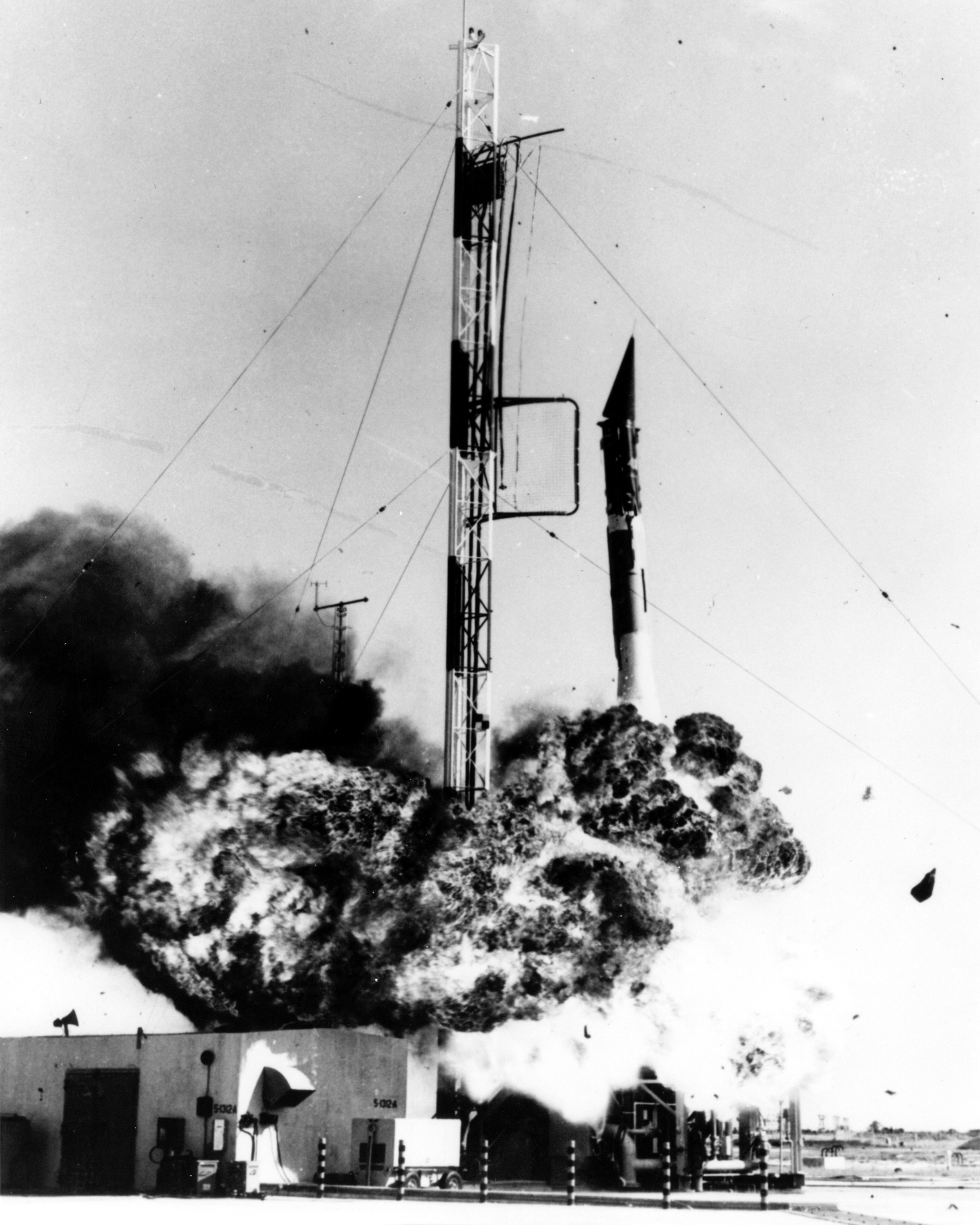
Exploze rakety Vanguard krátce po startu na mysu Canaveral (6. prosince 1957).

Vanguard TV3 byl první americký pokus vyslat satelit na oběžnou dráhu kolem Země. Byl to malý satelit na testování 3stupňové rakety Vanguard a studium vlivu prostředí na satelit a jeho systémy oběžné dráze kolem Země. Také byl určen k získání geodetických dat.

## Průběh letu
Jeho pokus o start 6. prosince 1957 byl neúspěšný. Motor se zapálil a raketa začala stoupat, ale 2 sekundy po vzletu ve výšce asi 1,2 metru raketa ztratila tah a spadla zpět na startovací rampu. Tím se palivové nádrže roztrhaly, palivo se vzňalo a vybuchlo. Raketa byla zničena a startovací rampa se poškodila. Družice Vanguard byla vymrštěna do vzduchu a přistála nedaleko. Její vysílače stále vysílaly signál o poloze, avšak družice byla neopravitelně poškozena a nedala se znovu použít. Je vystavena v Národním leteckém a vesmírném muzeu.
Přesná příčina havárie se nikdy nezjistila. S největší pravděpodobností bylo příčinou špatné těsnění mezi palivovou nádrží a raketovým motorem. Dále mohlo jít o přerušení palivového přívodu, nebo nízký tlak, který dovolil hořícímu palivu vrátit se zpět do palivové nádrže. Protože družice nedosáhla oběžné dráhy, nebyla v COSPAR katalogizována.

## Technické parametry družice
Hmotnost užitečného zatížení rakety byla 1,36kg. Družice měla podobu hliníkové koule o průměru 152 mm. Obsahovala vysílač s výkonem 10 mW, který vysílal na frekvenci 108 MHz a napájela ho rtuťová baterie; jakož i vysílač s výkonem 5 mW, který vysílal na frekvenci 108,03 MHz a napájelo ho šest solárních panelů připevněných na těle družice.
Vysílače byly primárně určeny pro určování pozice a získávání inženýrských dat, ale sloužily také pro měření hustoty elektronů mezi družicí a pozemní stanicí. Vanguard také nesl dva termistory na zjišťování vnitřních teplot v družici kvůli dalšímu zlepšení efektivity termální ochrany.